# چینی هاکا
زبان هاکا یکی از زیرمجموعه‌های اصلی زبان چینی یا یکی از گونه‌های چینی است که مردمان هاکا در جنوب چین، تایوان و در سراسر جوامع دور از وطن در آسیای شرقی، آسیای جنوب شرقی و دیگر نقاط جهان به آن سخن می‌گویند.
از آنجایی که نواحی متعلق به گویشوران زبان هاکا به صورت بسته و بدون ارتباط با دیگر بخش‌های محلی بوده‌است، زبان‌گونه‌ها و گویش‌های گوناگونی از آن در مناطق مختلف به وجود آمده است؛ مانند گویش‌های مربوط به استان‌های گوانگ‌دونگ، فوجیان، جیانگشی، سیچوآن، هونان و گوئیژو علاوه بر این‌ها، جزیرهٔ هاینان، مالزی، هنگ کنگ، سنگاپور و تایوان را نیز باید به این فهرست افزود. زبان هاکا دارای ارتباط متقابل با زبان‌های ماندارین، وو، مین یا دیگر شاخه‌های چینی نیست و بیشتر به چینی گن مربوط است تا حدی که گاهی از گونه‌های زبان گن شناخته می‌شود.